# Lindsborg
Lindsborg es una ciudad ubicada en el condado de McPherson en el estado estadounidense de Kansas. En el año 2010 tenía una población de 3,251 habitantes y una densidad poblacional de 890.1 personas por km².

## Geografía
Lindsborg se encuentra ubicada en las coordenadas 38°34′27″N 97°40′31″O / 38.57417, -97.67528.

## Demografía
Según la Oficina del Censo en 2010 los ingresos medios por hogar en la localidad eran de $49,444 y los ingresos medios por familia eran $68,102. Los hombres tenían unos ingresos medios de $32,500 frente a los $25,145 para las mujeres. La renta per cápita para la localidad era de $16,080. Alrededor del 8.2% de la población estaban por debajo del umbral de pobreza.